# Kalsorfjärden
Kalsorfjärden (finska: Kaltsaarenaukko) är en fjärd i Finland. Den ligger i landskapet Egentliga Finland, i den sydvästra delen av landet, 180 km väster om huvudstaden Helsingfors.
Kalsorfjärden avgränsas av Kalsor i norr, Kronoma i nordöst, Säckilot i öster, Innamo i sydöst, Järvsor i sydväst, Virutholmen i väster och Maskinnamo i nordväst. Den ansluter till Kronomafjärden i nordöst, till Järvsor sund i sydväst och Innamo sund i söder.